# USS Georgia (SSGN-729)
Lo USS Georgia (SSBN-729/SSGN-729) è il quarto sottomarino nucleare lanciamissili da crociera della classe Ohio prodotto per la marina militare degli Stati Uniti d'America. Inoltre è stato il secondo natante a portare il nome dello stato della Georgia. 
Originariamente nato come sottomarino lanciamissili balistici (SSBN), il Georgia è stato convertito in SSGN tra il 2005 e il 2008.

## Costruzione e attività pre-conversione
Il Georgia è stato costruito dalla divisione Electric Boat della General Dynamics Corporation nei cantieri di Groton, in Connecticut, varato il 6 novembre 1982 e messo in servizio l'11 febbraio 1984, con il capitano A. W. Kuester al comando della Blue Crew e il capitano M. P. Gray al comando della Gold Crew. Dopo che entrambi gli equipaggi ebbero terminato le proprie operazioni di organizzazione e dimostrazione, culminate con il lancio di un missile Trident C4, il Georgia attraversò il Canale di Panama per poi recarsi nella base navale per sottomarini di Bangor, oggi facente parte della base navale di Kitsap, nello Stato di Washington, dove arrivò nel novembre del 1984. Da lì, il 25 gennaio 1985, il Georgia è salpato per il suo primo servizio di pattuglia di deterrenza strategica, condotto nel Pacifico settentrionale e terminato il 1º aprile successivo. Da allora, fino al 30 novembre 2003, il Georgia ha portato a termine 65 di tali servizi.
Il 22 marzo 1986, nel corso del suo quinto servizio di pattuglia, il Georgia fu coinvolto in un incidente verificatosi circa 3 miglia a sud dell'atollo di Midway, quando il rimorchiatore USS Secota (YTM-415), avvicinatosi al sottomarino per imbarcare un sommergibilista che doveva uscire dal Georgia per motivi di emergenza, perse potenza in fase di allontanamento, andando a sbattere contro il timone orizzontale di tribordo della coda del Georgia, la cui elica era ancora in moto.  Ciò portò all'affondamento del Secota nel giro di due minuti e alla perdita di due uomini del suo equipaggio, rimasti intrappolati nella sala macchine, mentre altri dieci, tra cui il sommergibilista del Georgia, furono tratti in salvo. Dopo aver ricondotto a terra i superstiti del Secota, il sottomarino fu poi condotto in cantiere per essere sottoposto a riparazioni d'emergenza.
Terminato il 65º servizio di pattuglia, il Georgia è stato sottoposto alle operazioni preliminari in vista della conversione a SSGN, quale ad esempio la rimozione dei missili Trident dai tubi di lancio, e nell'ottobre 2004, dopo essere stato designato come SSGN, nonostante la conversione non fosse ancora avvenuta, il sottomarino ha imbarcato oltre duecento persone e ha condotto operazioni speciali per due settimane al largo dell'isola di San Clemente nell'ambito dell'esperimento Silent Hammer.

## Conversione a SSGN
Nato come SSBN, quindi come sottomarino nucleare lanciamissili balistici, a partire dal marzo del 2005 il Georgia è stato convertito in sottomarino nucleare lanciamissili da crociera presso i cantieri navali di Norfolk. Conseguentemente, il suo hull classification symbol (letteralmente "simbolo di classificazione di scafo") è passato da SSBN-729 a SSGN-729.
La conversione ha visto la modifica di 22 dei 24 tubi di lancio per i Trident D5 con l'inserimento di sistemi di lancio verticali (VLS) ed il riarmo di questi con sette missili BGM-109 Tomahawk, per un totale di 154 missili. I sistemi di lancio possono ospitare, all'occorrenza, anche missili da crociera supersonici e ipersonici di nuova generazione, missili balistici di media gittata (Submarine Launched Intermediate Range Ballistic Missiles, SLIRBM), aeromobili a pilotaggio remoto, missili decoy come gli ADM-160 MALD ed altri dispositivi utilizzati in missioni di sorveglianza e pattugliamento. I restanti due tubi sono invece stati modificati per permettere la fuoriuscita di sommozzatori mentre il battello si trova fermo ad una profondità non superiore ai trenta metri.

## Attività post-conversione
Terminata la conversione nel febbraio 2008, il Georgia si è diretto verso la sua nuova base di appoggio, la base navale di Kings Bay, in Georgia, completando il primo dei suoi viaggi post-conversione e tornando definitivamente in servizio attivo il 28 marzo 2008 con una cerimonia svoltasi alla presenza del governatore Sonny Perdue.
Nell'agosto 2009, il Georgia ha quindi iniziato i propri servizi di pattuglia come SSGN, servizi durante i quali non sono mancati gli inconvenienti. A dicembre 2010, ad esempio, un bullone incautamente lasciato nel riduttore del sottomarino ha causato un danno da 2,2 milioni di dollari e lo stop del Georgia per tre mesi. Ancora, il 25 novembre 2015, durante la fase di rientro nella base di Kings Bay, il Georgia ha urtato contro una boa e si è poi incagliato. Trasportato in un bacino di carenaggio, il natante è stato riparato con un costo di circa 1 milione di dollari e il capitano David Adams, ufficiale al comando del sottomarino alla data dell'incidente, è stato sollevato dall'incarico.
Nell'aprile 2022, il ministro degli esteri spagnolo ha inoltrato un reclamo ufficiale agli Stati Uniti d'America quando il Georgia ha attraccato, per motivi sconosciuti, nel porto di Gibilterra. Secondo quanto affermato, le autorità spagnole avrebbero preferito che il sottomarino attraccasse alla vicina base navale di Rota, secondo loro meglio attrezzata ad accogliere un simile natante.